# Melisa Şenolsun
Melisa Şenolsun (* 24. September 1996 in Izmir) ist eine türkische Schauspielerin.

## Leben und Karriere
Şenolsun wurde am 24. September 1996 in Izmir geboren. Sie studierte am İstanbul Üniversitesi Devlet Konservatuvarı. Ihr Bruder Efecan Şenolsun ist ebenfalls Schauspieler. Ihr Debüt gab sie 2015 in der Fernsehserie Tatlı Küçük Yalancılar. Danach wurde sie für die Serie Kiralık Aşk gecastet. 
Ihre erste Hauptrolle bekam sie 2016 in Umuda Kelepçe Vurulmaz. Ihren Durchbruch hatte Şenolsun in Atiye. Außerdem trat sie 2018 in Nefes Nefese auf. Zwischen 2020 und 2021 spielte sie in Masumlar Apartmanı mit.

## Filmografie
Filme
- 2017: Babam
- 2019: Güzelliğin Portresi
- 2021: Buluşma Noktası

Serien
- 2015: Tatlı Küçük Yalancılar
- 2015–2016: Kiralık Aşk
- 2016–2017: Umuda Kelepçe Vurulmaz
- 2018: Nefes Nefese
- 2019–2021: Atiye – Die Gabe (Atiye)
- 2020–2021: Masumlar Apartmanı